# Sturmpanzer IV
Le « Sturmpanzer IV Stupa » (désignation SdKfz 166)  était un canon d’assaut destiné au soutien de l’infanterie, basé sur le châssis du Panzer IV et utilisé par la Wehrmacht au cours de la Seconde Guerre mondiale.
Le « Stupa » est désigné à tort « Brummbär », qui peut être traduit par « Grondeur », alors que son appellation officielle  bien moins impressionnante « Stupa » est la contraction pure et simple de « Sturmpanzer ». Cette erreur est due à des problèmes de compréhension des appellations allemandes par les services de renseignement des Alliés.

## Développement
Le Sturmpanzer IV fut conçu pour fournir un appui feu direct à l’infanterie, particulièrement en milieu urbain. Des véhicules antérieurs comme le Sturm-Infanteriegeschütz 33B ou encore le StuG III, n’étaient pas entièrement appropriés pour ce rôle, et il fut par conséquent décidé au début de 1942 de développer un nouveau véhicule. Le résultat de ces recherches fut l'adaptation d'une superstructure au blindage épais (100 mm sur l'avant, 50 mm sur les côtés), abritant un obusier de 150 mm issu du SIG 33, sur un châssis de Panzer IV Ausf. E ou F, l'obusier pouvant tirer des obus explosifs ou des obus anti-char à charge creuse. Il pouvait emporter trente-trois obus avec différentes charges propulsives.
La conception originale du Sturmpanzer IV souffrait d’une série de défauts qui furent peu à peu résolus au cours du processus de production. Les plus importants étaient le fort recul et le poids élevé du canon StuH 43, qui surchargeait le châssis Panzer IV et faisait de l’ensemble un véhicule très lourd. En outre, les premiers châssis souffraient de ruptures de transmission et leur moteur manquait de puissance.
Une autre faiblesse résidait dans l’absence de mitrailleuse, ce qui facilitait les attaques à courtes portée de l’infanterie. Les premières versions emportaient à l’intérieur un pistolet mitrailleur MP40 qu’on pouvait utiliser au travers de meurtrières se trouvant sur le côté de la superstructure.
En octobre 1943 la structure du Sturmpanzer IV fut redessinée, ainsi que l’obusier StuH 43, en vue de remédier à ces défauts. Une version nouvelle et allégée du canon StuH 43 fut mise en production, le StuH 43/1 L/12. Il fut utilisé à partir de la seconde série mise en production.
À la mi-1944, on ajouta une nouvelle superstructure qui présentait un manteau redessiné ainsi qu’une réduction générale de sa hauteur. Cette nouvelle conception introduisait aussi à l’avant un support pour installer une mitrailleuse MG34 munie de 600 coups.

## Production
La production commença en mai 1943 et se poursuivit jusqu’en mars 1945. Un total de 298 Sturmpanzer IV furent construits, en quatre séries. Au début, on utilisa de nouveaux châssis de Panzer IV, mais à partir de la mise en production de la seconde série, on construisit sur des châssis récupérés de Panzer IV Ausf. F, Ausf. G et Ausf. H.

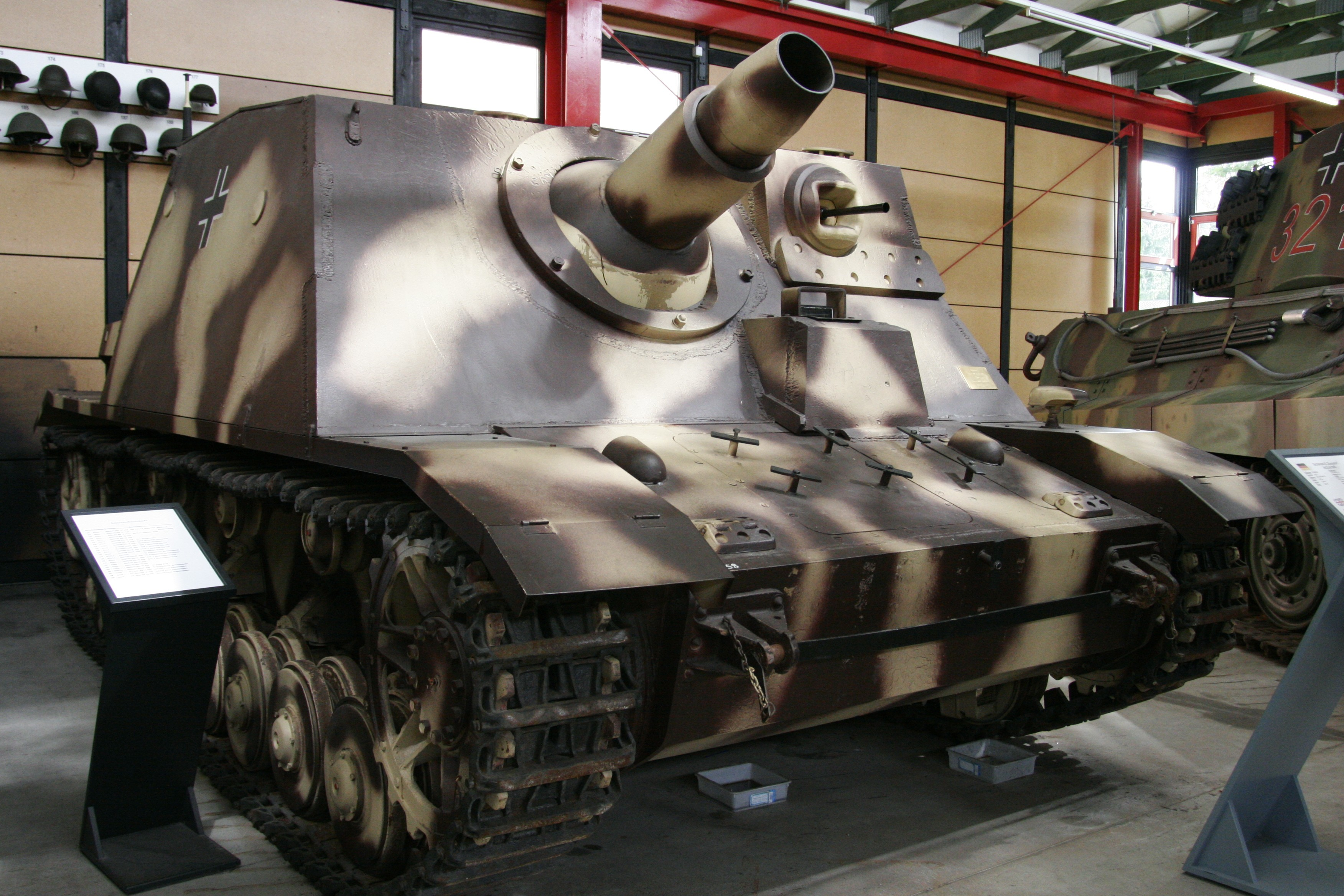
Un Sd.Kfz. 166 Sturmpanzer IV modèle tardif (reconnaissable à sa mitrailleuse de caisse), exposé au Munster Panzermuseum, en Allemagne.

## Engagements
Les Stupa furent utilisés au combat sur le front de l'Est, notamment au cours de la bataille de Koursk, sur le front de l’Ouest et en Italie. Après quelques difficultés initiales rencontrées avec les premiers exemplaires mis en production, le Sturmpanzer IV se révéla être un excellent véhicule pour l’appui de feu. Les unités de Stupa furent souvent utilisées comme des unités de « pompiers », dépêchées au plus fort des combats pour contenir les attaques ennemies.

## Véhicules survivants
Quatre de ces véhicules ont survécu à la guerre.
Ils peuvent être vus au :
- Musée des Blindés à Saumur, en France
- Deutsches Panzermuseum en Allemagne
- Kubinka Tank Museum près de Moscou
- United States Army Ordnance Museum près d’Aberdeen, au Maryland

## Galerie

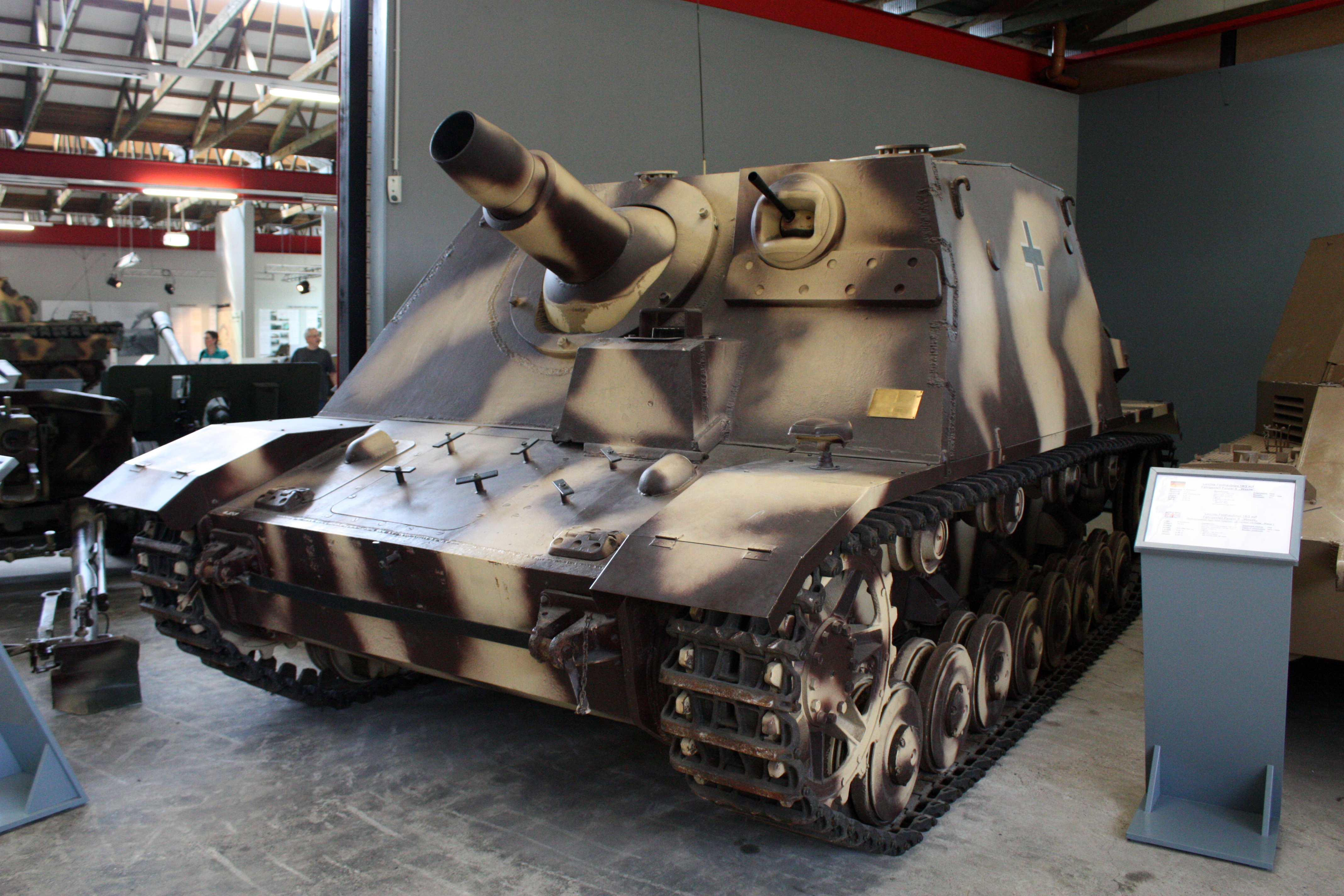
Sturmpanzer IV au musée de Munster
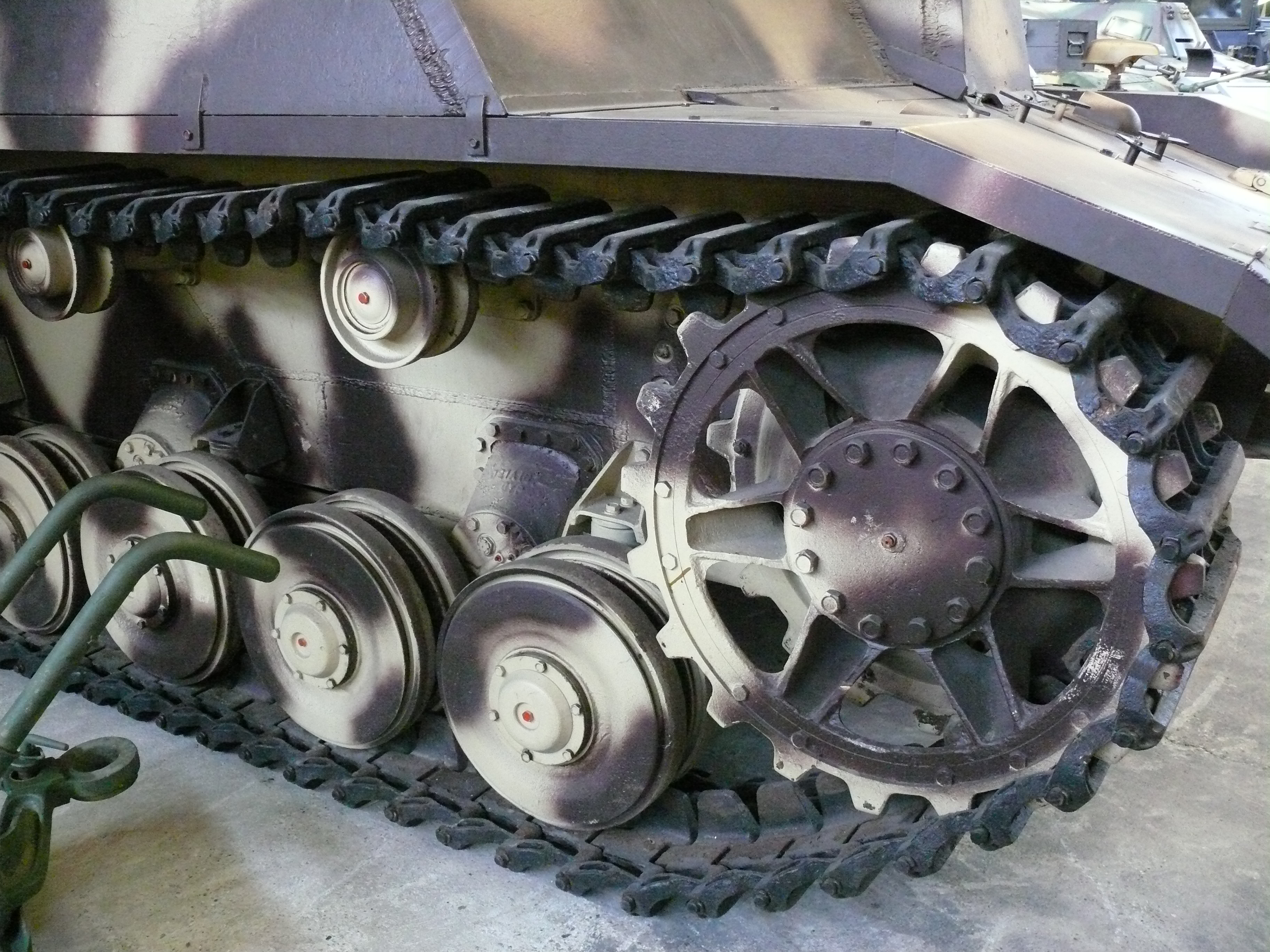
Détail du barbotin
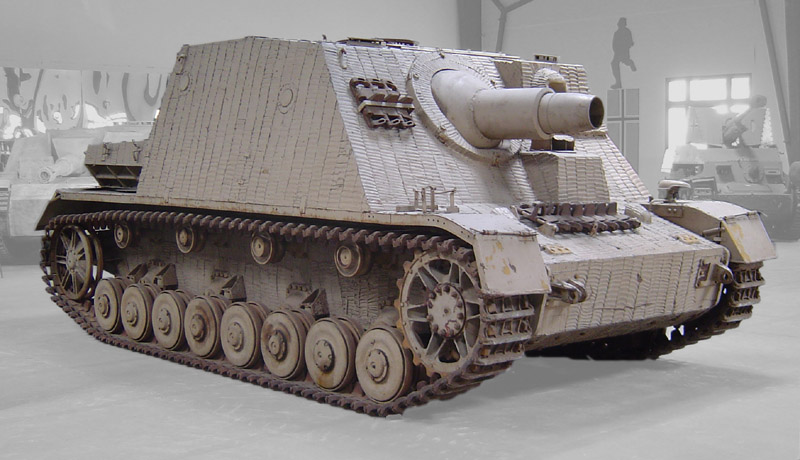
Sturmpanzer IV au musée des Blindés de Saumur
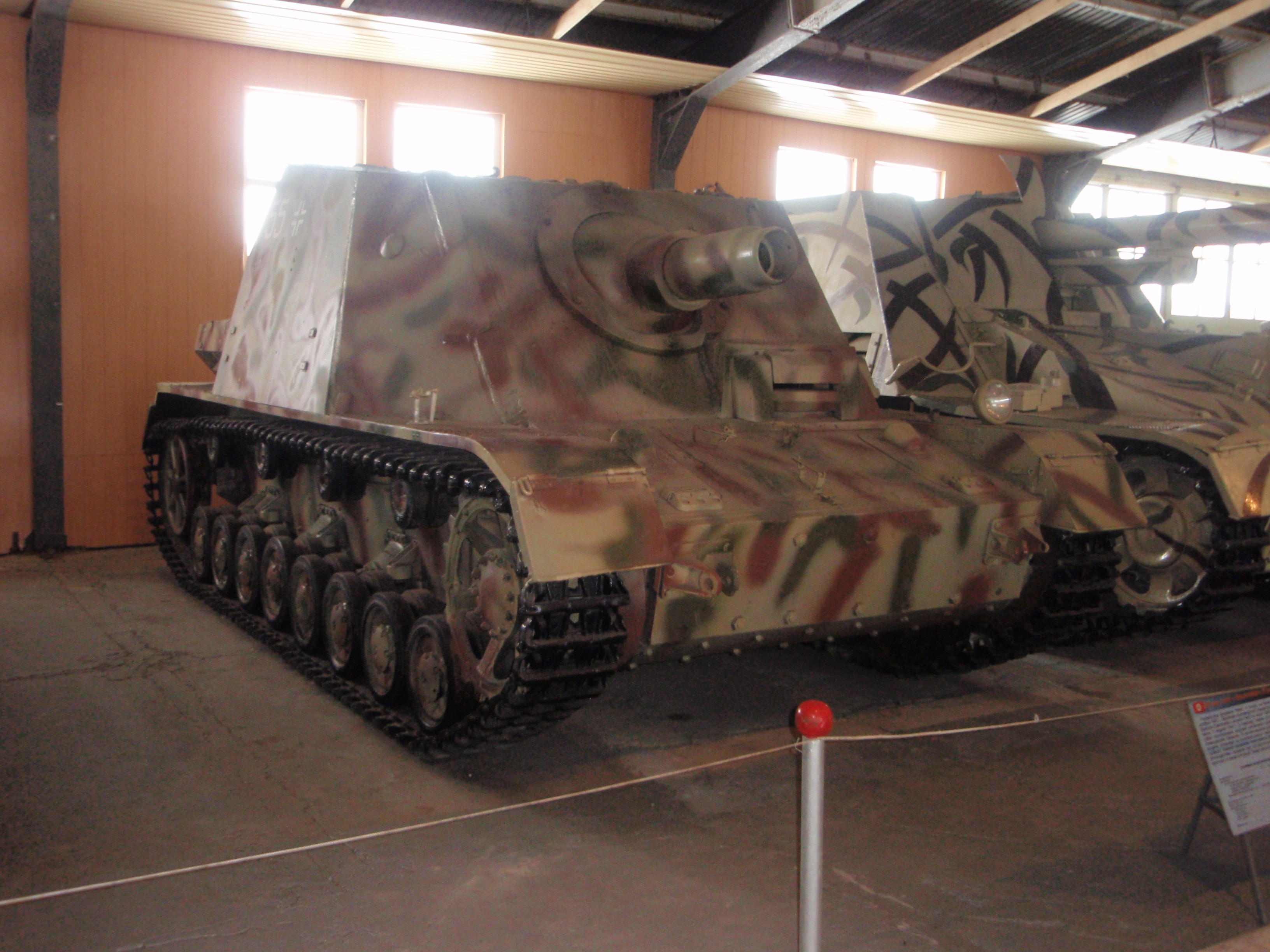
Sturmpanzer IV au musée de Kubinka
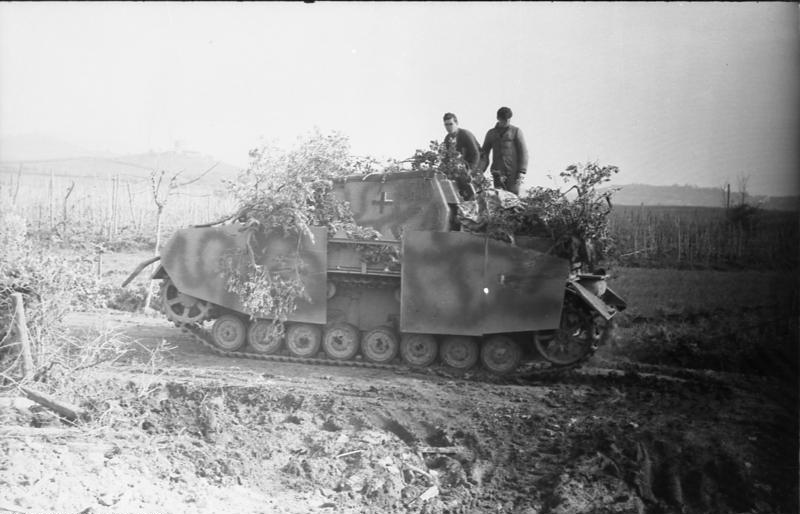
Sturmpanzer IV sur le front italien